# NGC 384
NGC 384 is een elliptisch sterrenstelsel in het sterrenbeeld Vissen. Het hemelobject ligt ongeveer 196 miljoen lichtjaar van de Aarde verwijderd en werd op 4 november 1850 ontdekt door de Ierse astronoom William Parsons.

## Synoniemen
- PGC 3983
- UGC 686
- Arp 331
- MCG 5-3-55
- VV 193
- ZWG 501.84
- ARAK 26
- Z 0104.7+3201
- 4ZW 38